# Озерцы (Владимирская область)
Озерцы — упраздненная деревня в Юрьев-Польском районе Владимирской области России. Входила в состав Небыловского сельского поселения.
Сейчас — одноимённое урочище Озерцы.

## География
Деревня была расположена возле небольших озёр, в лесной холмистой местности, в 16 километрах от районного центра — города Юрьев-Польский.
Ближайшие населенные пункты: село Симизино, деревня Осиповец.

## История
В конце XIX — начале XX века деревня входила в состав Семьинской волости Юрьевского уезда. В 1905 году в деревне было 39 дворов. 
С 1929 года деревня являлось центром Озерецкого сельсовета Юрьев-Польского района, в 1935—1963 годах — в составе Небыловского района, с 1977 года — в составе Краснозареченского сельсовета, с 2002 года — в составе Федоровского сельсовета, с 2005 года — в составе Небыловского сельского поселения.
14 июня 2012 года Законом Владимирской области № 54-ОЗ исключена из учетных данных, вместе с фактически не существующими селами Глядково, Тума.

## Население
| 1859 | 1905 | 2010 |
| ---- | ---- | ---- |
| 212  | ↗323 | ↘0   |